# Mit einem Tiger schlafen
Mit einem Tiger schlafen (internationaler Festivaltitel: Sleeping with a Tiger, Arbeitstitel Im Land der starken Frauen) ist eine österreichische Filmbiografie über die Künstlerin Maria Lassnig von Anja Salomonowitz aus dem Jahr 2024 mit Birgit Minichmayr in der Hauptrolle. Premiere war am 17. Februar 2024 im Rahmen der 74. Berlinale in der Sektion Forum.

## Handlung
Der Film erzählt vom Leben der österreichischen Malerin Maria Lassnig, über ihre Suche nach ihrem persönlichen, künstlerischen Ausdruck, ihren Kampf in der männlich dominierten Kunstwelt, ihren künstlerischen Erfolg sowie ihre Liebesgeschichten.

## Produktion und Hintergrund
Die Dreharbeiten fanden an 28 Drehtagen ab März 2022 in Wien, Kärnten und Niederösterreich statt. Gedreht wurde unter anderem im Wappensaal des Landhauses Klagenfurt, wo die Ausstellung Lassnigs von 1947 nachgestellt wurde sowie in Feistritz ob Grades.
Produziert wurde der Film von der österreichischen coop99 (Produzent Antonin Svoboda). Den Vertrieb übernahm in Österreich der Stadtkino Filmverleih.  Unterstützt wurde die Produktion vom Österreichischen Filminstitut, vom Filmfonds Wien, von Filmstandort Austria (FISA), vom Land Niederösterreich und vom Land Kärnten, beteiligt war der Österreichische Rundfunk.
Die Kamera führte Jo Molitoris, die Montage verantwortete Joana Scrinzi, die Musik schrieb Bernhard Fleischmann. Den Ton gestalteten Hjalti Bager-Jonathansson und Joachim Johannes Baumann, das Sounddesign Veronika Hlawatsch, das Kostümbild Tanja Hausner und das Szenenbild Martin Reiter und Andreas Ertl. Maria Lassnig wird im Film unabhängig vom Alter von Birgit Minichmayr dargestellt, ohne Maske um das Alter zu verändern.

## Veröffentlichung
Premiere war am 17. Februar 2024 im Rahmen der 74. Berlinale in der Sektion Forum. Birgit Minichmayr war auf der Berlinale mit der Tragikomödie Andrea lässt sich scheiden von Josef Hader in einem weiteren Beitrag als Hauptdarstellerin vertreten. Im Jänner 2024 gab die Berlinale bekannt, anlässlich der Weltpremiere des Biopics ein Special zu Ehren von Maria Lassnig anzusetzen. Im Forum Special wurden zehn Kurzfilme von Lassnig gezeigt, von Encounter (1970) bis hin zu Maria Lassnig Kantate (1992).
Ab 5. April 2024 wurde der Film auf der Diagonale gezeigt. Der österreichische Kinostart war am 12. April 2024. In Deutschland kam der Film am 23. Mai 2024 in die Kinos.
Im Rahmen der Edition österreichischer Film von Hoanzl und dem Standard wurde der Film 2024 auf DVD veröffentlicht.

## Rezeption
Kamil Moll vergab auf Filmstarts.de 2,5 von 5 Sternen. Das Porträt sei als Schauspielperformance von Birgit Minichmayr faszinierend, bleibe aber zu oft an Biopic-Klischees hängen.
Lysann Leyh bewertete den Film auf cineman.ch mit 4,5 von 5 Sternen. Der Film biete einen wirklich gelungenen Einblick in die Gefühlswelt von Maria Lassnig, Birgit Minichmayr verkörpere diese mit beeindruckendem Schauspiel. Die hybride Erzählstruktur könne zwar ab und an für Verwirrung sorgen, jedoch werde vor allem durch die Kleidung, die Umgebung und den Kontext verdeutlicht, in welcher Lebensphase der Film gerade spielt.
Peter Gutting vergab auf film-rezensionen.de sieben von zehn Punkten. Regisseurin Anja Salomonowitz verbeuge sich mit einer eigenwilligen Filmsprache vor einer Frau, die ebenfalls keine Kompromisse einging. Der Film setze Leben und Schaffen von Lassnig wie eine Collage aus einzelnen Schnipseln zusammen.
In Österreich verzeichnete der Film über 36.000 Kinobesucher.

## Auszeichnungen und Nominierungen
Thomas-Pluch-Drehbuchpreis 2024
- Nominierung für den Hauptpreis (Anja Salomonowitz)
- Auszeichnung mit dem Spezialpreis der Jury (Anja Salomonowitz)[22]

Diagonale 2024
- Auszeichnung mit dem Diagonale-Schauspielpreis (Birgit Minichmayr)[23]
- Auszeichnung in der Kategorie Bestes Szenenbild  (Martin Reiter)[24]
- Auszeichnung mit dem Preis der Verwertungsgemeinschaft Audiovisuelle Medien (VAM) für außergewöhnliche Produktionsleistungen[24]

Bolzano Film Festival Bozen 2024
- Auszeichnung in der Kategorie Beste künstlerische Leistung (Regie und Buch, Anja Salomonowitz)[25]

Deutscher Schauspielpreis 2024
- Nominierung in der Kategorie Schauspieler in einer dramatischen Hauptrolle (Birgit Minichmayr)[26]

Österreichischer Filmpreis 2025
- Nominierung in der Kategorie Bester Spielfilm (Anja Salomonowitz und Antonin Svoboda)[27]
- Auszeichnung in der Kategorie Beste weibliche Darstellerin (Birgit Minichmayr)[28]
- Nominierung in der Kategorie Beste Regie (Anja Salomonowitz)
- Nominierung in der Kategorie Bestes Drehbuch (Anja Salomonowitz)
- Auszeichnung in der Kategorie Beste Maske (Sam Dopona und Verena Eichtinger)
- Auszeichnung in der Kategorie Beste Musik (Bernhard Fleischmann)
- Auszeichnung in der Kategorie Bestes Szenenbild (Martin Reiter und Andreas Ertl)
- Auszeichnung in der Kategorie Beste Tongestaltung (Originalton Hjalti Bager-Jonathansson, Johannes Baumann, Sounddesign Veronika Hlawatsch, Mischung Tobias Fleig)
- Nominierung in der Kategorie  Bestes Casting (Lisa Oláh)